# Friskolen Øster Egesborg
Friskolen Øster Egesborg er en friskole/privatskole på Sydsjælland. Den er beliggende i nærheden af landsbyen Mern. De nærmeste større byer er Vordingborg og Præstø. Der er omkring 180 elever på skolen. 

## Ekstern henvisning
- Friskolen Øster Egesborg Arkiveret 13. september 2008 hos  Wayback Machine

| Skole | Spire Denne artikel om en skole, en uddannelsesinstitution eller uddannelse er en spire som bør udbygges. Du er velkommen til at hjælpe Wikipedia ved at udvide den. |

|  | Denne artikel om en bygning eller et bygningsværk kan blive bedre, hvis der indsættes et (bedre) billede. Du kan hjælpe ved at afsøge Wikimedia Commons for et passende billede eller lægge et op på Wikimedia Commons med en af de tilladte licenser og indsætte det i artiklen. |

55°02′15″N 12°01′08″Ø / 55.0376°N 12.0188°Ø